# Мид, Ричард, 2-й граф Клануильям
Ричард Мид, 2-й граф Клануильям (англ. Richard Meade, 2nd Earl of Clanwilliam; 10 мая 1766 — 3 сентября 1805) — ирландский пэр. Он носил титул учтивости — лорд Гилфорд с 1776 по 1800 год.

## Биография

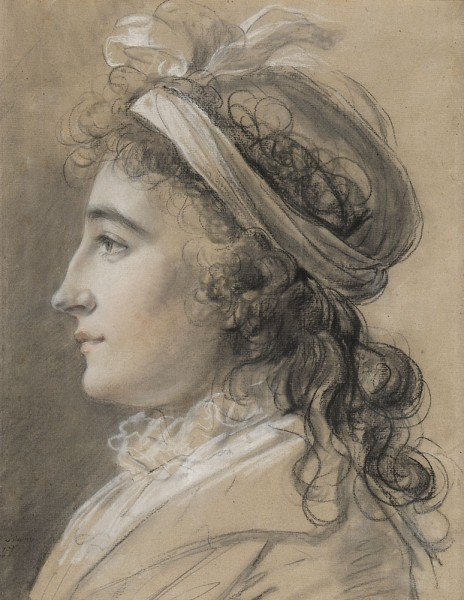
Графиня Мария-Каролина фон Тун, портрет Элизабет Виже-Лебрен.

Родился 10 мая 1766 года. Старший сын Джона Мида, 1-го графа Клануильяма (1744—1800), и его жены Теодосии Мэгилл (1743—1817). Он получил образование в Итонском колледже (1783—1785).
В октябре 1793 года, когда лорд Гилфорд находился за границей на континенте, его мать объявила его кандидатом на дополнительных выборах в графстве Даун, очевидно, добиваясь избирательного пакта с маркизом Даунширом, который только что освободил это место. В конечном итоге его кандидатура была снята, и кандидат маркиза Дауншира был избран в Палате общин.
Тем временем лорд Гилфорд закладывал основы для разногласий в семье. Он влюбился и 16 октября 1793 года в Богемии женился на Каролине, графине Тун (18 мая 1769—1800), дочери графа Франца Йозефа Антона фон Туна (1734—1801) и Марии Вильгельмины фон Тун унд Хоэнштайна (1744—1800). Брак с нищей католической дворянкой был неприемлем в его восходящей семье, и женитьба отдалила его от родителей, которые в то время ликвидировали поместья его отца, чтобы выплатить огромные долги, которые они накопили. Его согласие было необходимо для разрыва наследства, но, поскольку у него были свои долги и новорожденная дочь, которую нужно было обеспечивать, он был вынужден согласиться на продажу своего вотчины. Пара вернулась из Ирландии в Вену в 1795 или 1796 году, где в конечном итоге у них родилось трое детей:
- Кэролайн Мид, графиня Сечени (1794 — 29 августа 1820), она вышла замуж за Пала Сеченьи (1789—1871), старшего сына Ференца Сеченьи.
- Ричард Мид, 3-й граф Клануильям (15 августа 1795 — 7 октября 1879), преемник отца.
- Селина Мид, графиня Клам-Мартиник (1797 — 29 августа 1872), в 1821 году она вышла замуж за Карла Иоганна Непомука, графа Клам-Мартиника (1792—1840).

В октябре 1800 года после смерти своего отца Ричард Мид унаследовал титулы 2-го графа Клануильяма, 2-го виконта Клануильяма из графства Типперэри, 2-го барона Гилфорда из Гилфорта в графстве Даун и 5-го баронета Мида из Баллинтаббера в графстве Корк. Новый лорд ненадолго вернулся в Ирландию. Вскоре после этого умерла его жена. Он мало что понимал в вопросах наследства: ему осталось поместье Гилл-Холл в Гилфорде, графство Даун, часть наследства его матери, но часть её имущества по-прежнему взималась из его доходов, а её более ценное поместье в Ратфриленде досталось его младшему брату, достопочтенному Роберту Миду.
Последние годы своей жизни лорд Клануильям провёл в Вене, где был заядлым садовником. Удобряя клумбу, он заразился инфекцией, которая убила его 3 сентября 1805 года. После его смерти двух его дочерей воспитывали тетя Мария Кристиана и её муж Карл Алоис, принц Лихновский, а его сын и наследник воспитывался в Англии.